# 프리츠 폰 운루

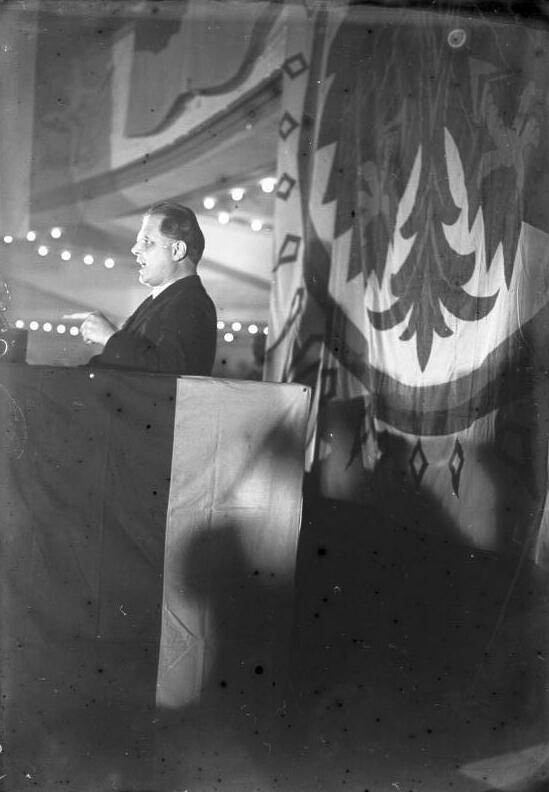
프리츠 폰 운루

프리츠 폰 운루(Fritz von Unruh, 1885년 5월 10일 1970년 11월 28일)는 독일의 극작가다.
프로이센 사관(士官) 출신인데 반전론자가 되어 <일족(一族)> <광장(廣場)> <결정하기 전에> 등 표현주의적인 희곡을 발표했다. <루이 페르디난드 왕자(王子)>와 그 밖의 역사극도 있다. 미국으로 망명했다가 귀환, 괴테상을 받았다.